# تشكيل تكتيكي

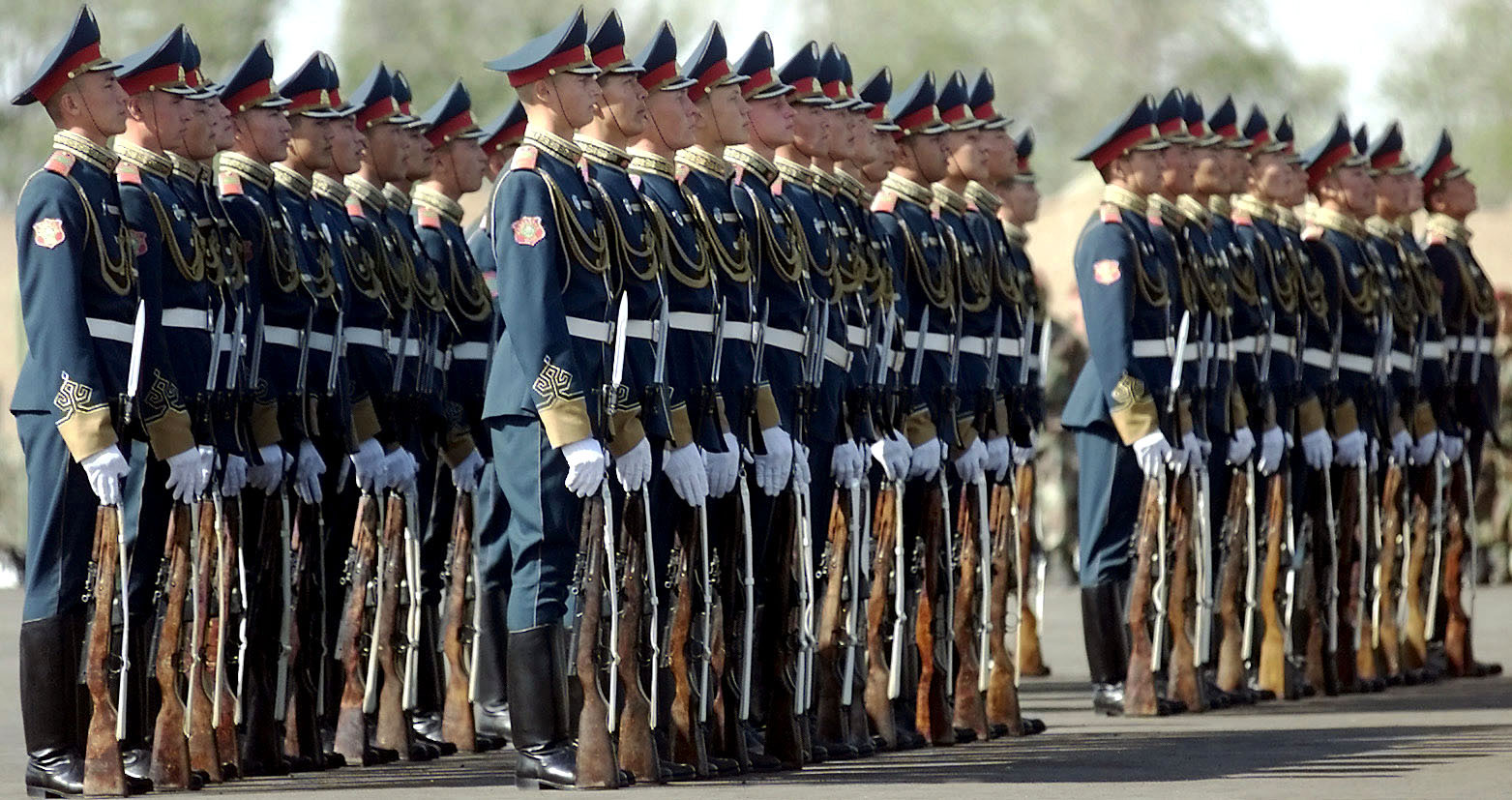

التشكيل التكتيكي (أو التنظيم) هو ترتيب أو نشر قوات عسكرية متحركة مثل المشاة وسلاح الفرسان ومركبات القتال المدرعة والطائرات العسكرية أو السفن البحرية. عُثر على تشكيلات في المجتمعات القبلية مثل "pua rere" من الماوريين،   التشكيلات التكتيكية تشمل: أمثلة على التشكيلات التكتيكية للطائرة العسكرية: تشكيل فيك.   
يجب توخي الخلط بين التشكيل التكتيكي والتنظيم العسكري.